# Aliciella stenothyrsa
Aliciella stenothyrsa là một loài thực vật có hoa trong họ Polemoniaceae. Loài này được (A.Gray) J.M.Porter mô tả khoa học đầu tiên năm 1998.